# Frederick Higginbottom
Pour les articles homonymes, voir Higginbottom.
Frederick James Higginbottom, né le 21 octobre 1859 à Accrington et mort le 12 mai 1943, est un journaliste et rédacteur en chef britannique.

## Biographie
Né le 21 octobre 1859 à Accrington dans le Lancashire, Frederick James Higginbottom est le fils de Matthew Fielding Higginbottom, professeur de mathématiques, et de son épouse, Margaret, née Sykes. Il commence sa carrière de journaliste au Southport Daily News à l'âge de quinze ans, et devient rédacteur en chef du Southport Visiter cinq ans plus tard. Bien qu'il s'agisse d'un petit journal, il lui donne l'occasion de démontrer ses compétences, et il est engagé par la Press Association en 1881 pour être leur correspondant à Dublin en 1882 .
Frederick Higginbottom s'installe à Londres en 1892, où il est brièvement correspondant d'un journal irlandais avant de fonder le London Press Exchange, qui fournit des informations et de la publicité à la presse provinciale. Il commence également à travailler pour la Pall Mall Gazette en tant que correspondant parlementaire. En 1900, il part pour un poste au Daily Chronicle, mais revient peu après à la Pall Mall Gazette.
En 1909, Frederick Higginbottom est nommé rédacteur en chef de la Pall Mall Gazette par son propriétaire, William Waldorf Astor. En tant que rédacteur en chef, Frederick Higginbottom se montre compétent mais peu imaginatif. Il ne fait pas grand-chose pour changer la position du journal sur les questions du jour et ne parvient pas non plus à rétablir la rentabilité de la Gazette. Après trois ans en tant que rédacteur en chef, William Waldorf Astor le remplace par J. L. Garvin et Frederick Higginbottom reprend son poste de correspondant parlementaire. Il continue à travailler pour la Pall Mall Gazette (à l'exception d'une brève période en tant que directeur des renseignements de presse pour le ministère du Service national en 1917-1918) jusqu'en 1919, date à laquelle il passe au Daily Chronicle. Il travaille pour la Chronique jusqu'à sa retraite en 1930 .

## Publication
- (en) The Vivid Life: A Journalist's Career, Londres, Simpkin Marshall Limited, 1934